# 필립스 디자인
필립스 디자인(Philips Design)은 국제적 디자인 회사이다. 네덜란드 에인트호번에 본부를 두고 암스테르담, 뉴욕, 파리, 런던, 비엔나, 시애틀, 앤도버, 아틀란타, 푼, 홍콩과 싱가폴에 각각 지사가 있다. 필립스 디자인에서는 제품 디자인, 패키지 디자인, 아이덴티티 디자인, 환경 디자인, 사용자 인터페이스 디자인, 인터렉션 디자인, 사용자 경험 디자인 그리고 미래지향적 혁신 선행 디자인등 다양한 디자인 분야의 업무를 하고 있다.
1998년 필립스 그룹안에서 독립적인 사업부로 만들어졌으며 필립스의 다양한 사업분야를 위한 디자인 프로젝트를 수행하고 그외 외부 업체들과의 협동 프로젝트를 하기도 한다. 약550여명의 다양한 분야의 배경을 가진 전문가들이 일하고 있다. 40%이상이 여성이며 평균연령은 28세 정도이다.

## 역사
필립스 디자인부문의 역사는 1920년대 중반에 루이스 칼프가 필립스의 광고부분을 세우면서 시작되었다. 1960년대에는 산업디자인국이 설립되었으며 레인 비어스마가 이끌었다. 1969년에는 산업 디자인 관계 센타(Concern Industrial Design Centre)로 재편되었으며 누트 란(Knut Yran)이 이끌었다. 1980년에는 로버트 블라이히가 이끌었고 1991년부터는 현재의 CEO이자 크리에이티브 담당 중역인 스테파노 마르자노에 의해 운영되고 있다.

## 디자인 전통
80여 년간의 역사 동안 특히 가전분야에서 필립스 디자인의 전통은 많은 우수한 디자인 제품에 의해 널리 알려졌다. 주로 가전, 생활용품, 의료시스템, 조명 및 기업 아이덴티티 분야에서 두각을 나타내었다. 다음은 유명한 주요 제품 디자인들이다.
- 1938년 필립스 차펠 라디오
- 1959년 필립세이브 면도기
- 1963년 컴팩트 카세트
- 1966년 필립스 브랜드 (필립스의 방패)
- 1982년 롤러 라디오
- 1996년 빌리 블랜더
- 1998년 쿨스킨 면도기

## 선행 디자인 프로젝트
1990년이후 필립스 디자인은 다양한 선구적 선행 디자인 프로젝트들을 통해 미래의 비전을 제시하여왔다. 디자인이 어떻게 사람과 기술사이에서 인터렉션의 모습을 그려낼 수 있는지에 대한 가능성을 아이디어와 디자인 컨셉을 도출하여 다양한 모습의 미래상을 그려내었다. 이러한 프로젝트는 필립스뿐만 아니라 디자인 분야 전체에 많은 영향을 주었고 제조사, 연구자 와 디자이너들에게 큰 영감을 불러일으켰다.
필립스 디자인은 첨단 분야에 집중된 연구를 하는데 엠비언트 인텔리전스, 웨어라블 제품, 경험 디자인, 오픈 툴스 와 커넥티드 플래닛등의 주제를 가지고 있다. 다음은 이제까지 발표된 프로젝트들이다.
- 미래의 비전 (Vision of The Future) (1995)
- LiMe - 살아있는 기억 (1997)
- 포고 (2000)
- 델파이 - 가능한 미래로의 탐구 (2001)
- MIME - 다양하고 친숙한 미디어 환경 (2002)